# Heimatschutzbrigade 66
Die Heimatschutzbrigade 66 war eine nicht aktive Heimatschutzbrigade des Heeres der Bundeswehr. Standort war der Mobilmachungsstützpunkt (MobStp) Hochbrück in Garching bei München, heute die Christoph-Probst-Kaserne. Die Brigade wurde zum 1. Januar 1981 aufgestellt und zum 30. September 1993 aufgelöst. Sie war dem Wehrbereichskommando VI unterstellt.

## Gliederung
Die Brigade gliederte sich um 1989 wie folgt:
- Stab/Stabskompanie Heimatschutzbrigade 66 (GerEinh), Garching bei München, Stadtteil Hochbrück
  - Pionierkompanie 660 (GerEinh), Garching bei München
  - Versorgungskompanie 660 (GerEinh), Garching bei München
  - Jägerbataillon 661 (GerEinh), München
  - Jägerbataillon 662 (GerEinh), Heidenheim am Hahnenkamm
  - Panzerbataillon 663 (GerEinh), Heidenheim am Hahnenkamm (mit Leopard 1)
  - Feldartilleriebataillon 665 (GerEinh), Pöcking (mit Gebirgshaubitze 105mm M56)

## Geschichte

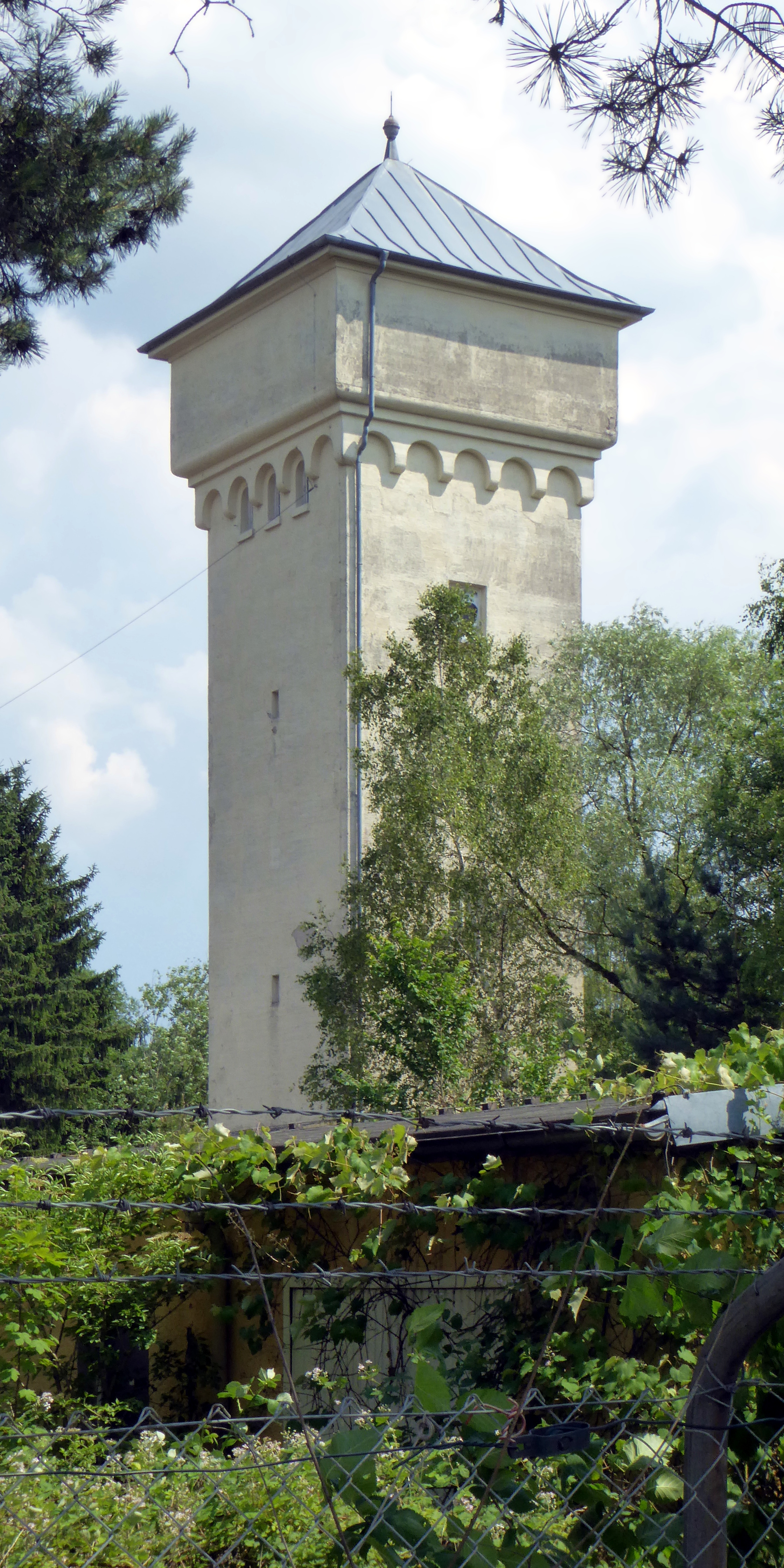
Wasserturm der ehemaligen Munitionsanstalt in Hochbrück am Rand der Standortübungsplätze Fröttmaninger Heide und Panzerwiese in deren Nähe weitere Liegenschaften der Bundeswehr lagen. Das Gelände der Muna wurde später als Mobilmachungsstützpunkt für die Heimatschutzbrigade 66 genutzt.

### Aufstellung
Die Brigade wurde am 1. Januar 1981 zur Einnahme der Heeresstruktur IV im Wehrbereich VI aufgestellt. Etwa zeitgleich wurde die teilaktive „Schwesterbrigade“ Heimatschutzbrigade 56 ausgeplant. Zur Aufstellung wurden Teile des Heimatschutzkommandos 18 verwendet.
Wie ihre Bezeichnung andeutet, war die nicht aktive Heimatschutzbrigade eine der zwölf Heimatschutzbrigaden und eine der sechs nicht aktiven Heimatschutzbrigaden des Territorialheeres. Im Verteidigungsfall konnte die Brigade durch einberufene Reservisten eine Sollstärke von rund 2800 Soldaten erreichen. Die Brigade war als Geräteeinheit geplant. Ihr Wehrmaterial lagerte im Frieden in Depots. Erst im Verteidigungsfall wäre die Brigade mobil gemacht worden. Kommandeur und Führungspersonal kamen von der Luftlande- und Lufttransportschule.
Die Gliederung und Ausrüstung der Heimatschutzbrigade war mit den meisten anderen nicht aktiven Heimatschutzbrigaden im Territorialheer vergleichbar: den Kern bildeten jeweils zwei Jägerbataillone, ein Panzerbataillon und ein Feldartilleriebataillon. Analog zur Ausrüstung der „Schwesterbrigade“ Heimatschutzbrigade 56 verfügte die Brigade im Gegensatz zu den meisten anderen Heimatschutzbrigaden über relativ moderne Leopard 1 im Panzerbataillon und den beiden schweren Kompanien der Infanteriebataillone. Die Jägerbataillone verfügten dagegen nicht über gepanzerte Mannschaftstransportwagen. Die Feldartillerie war nicht wie bei allen anderen Feldartilleriebataillonen der Heimatschutzbrigaden mit gezogenen Feldhaubitzen FH 105mm (L) ausgerüstet, sondern verfügte über die für die Gebirgstruppe typischen Gebirgshaubitzen 105mm M56. Aufgrund der geringen Anzahl an selbstständigen Kompanien und des für eine Brigade recht geringen Personalumfangs entsprach die Heimatschutzbrigade in Gliederung und Ausrüstung in etwa einer leichten Jägerbrigade.
Aufgabe der Heimatschutzbrigade als Teil des Territorialheeres war unter anderem die Verteidigung des rückwärtigen Heeresgebietes, insbesondere die Sicherung wichtiger Infrastruktur wie Marschstraßen als MSR, Verkehrsknotenpunkte und Fernmeldeeinrichtungen. Im rückwärtigen Raum musste mit Luftlandetruppen, durchgesickerten oder durchgebrochenem Feindkräften sowie irregulärem Feind gerechnet werden.

### Auflösung
Nach der Wiedervereinigung und dem Ende des Kalten Krieges wurde die Brigade etwa zeitgleich mit den anderen elf damals noch bestehenden Heimatschutzbrigaden im Zuge der Verkleinerung des Heeres zum 30. September 1993 aufgelöst.

## Kommandeure
- Oberst Abele 1983 – 31. März 1987
- Oberst Richstein 1. April 1987 – 31. März 1990
- Oberst Ulrich Quante 1. April 1990 – 2. Juli 1992

## Verbandsabzeichen
Die Heimatschutzbrigade führte aufgrund ihrer Ausplanung als Geräteeinheit kein eigenes Verbandsabzeichen.